# Sean Astin

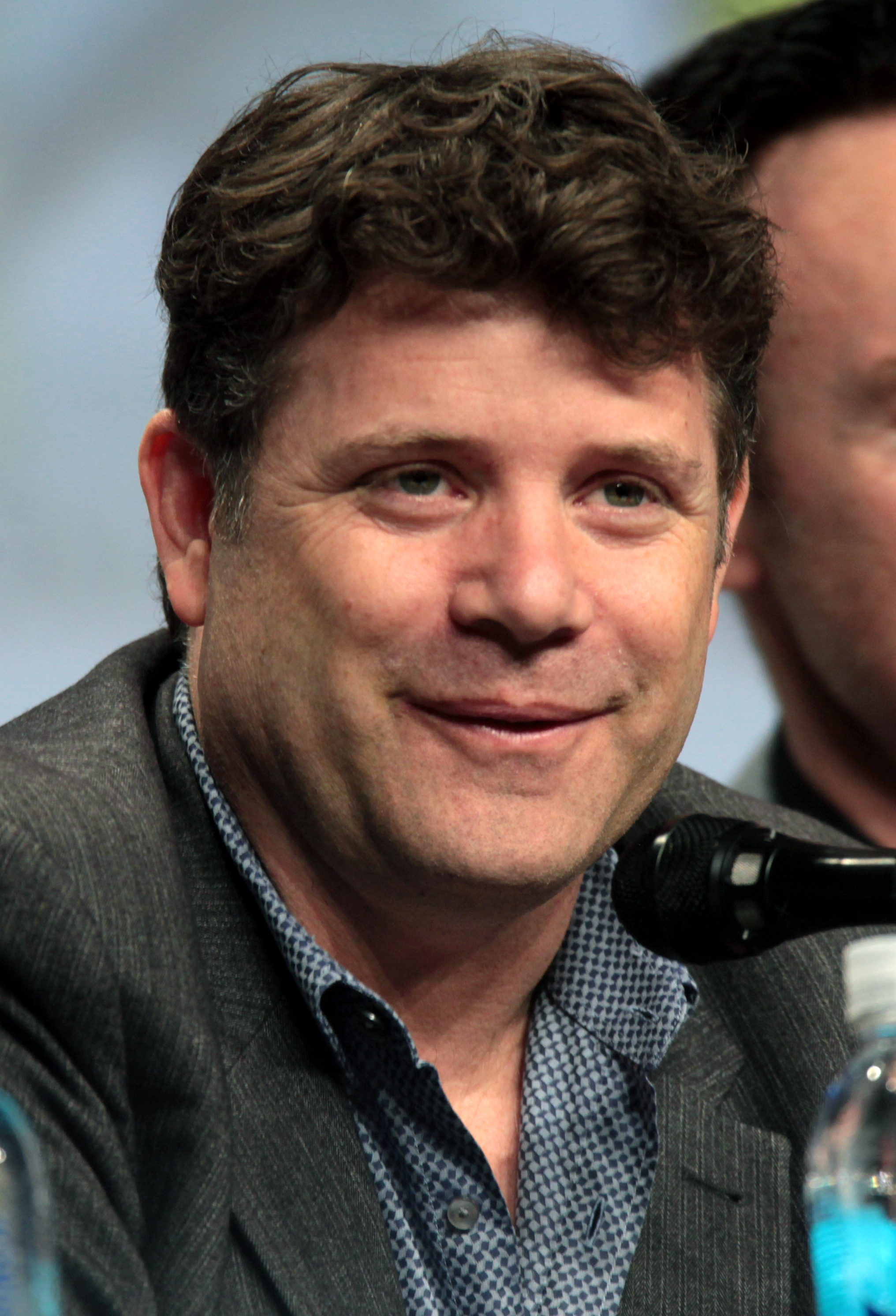
Sean Astin auf der Comic Con (2014)

Sean Astin (* 25. Februar 1971 in Santa Monica, Kalifornien) ist ein US-amerikanischer Schauspieler, Regisseur, Autor und Filmproduzent. Bekannt wurde  Astin durch den Film Die Goonies und seine Rolle des Samweis Gamdschie in der Herr-der-Ringe-Trilogie.

## Leben
Astins Eltern sind die Schauspieler Patty Duke und John Astin, der jedoch nicht sein leiblicher Vater ist. Erst im Alter von 23 Jahren fand Astin heraus, dass es sich bei seinem biologischen Vater um den Zeitungsverleger Michael Tell handelt, mit dem seine Mutter 1970 für sehr kurze Zeit verheiratet gewesen war. Astin machte an der UCLA seinen Abschluss in Geschichte und Amerikanischer Literatur und Kultur. 1973 wurde sein Halbbruder Mackenzie Astin geboren, der ebenfalls Schauspieler ist.
Astin ist schon seit seiner Kindheit als Schauspieler aktiv. Durch seine Mutter bekam er 1981 im Alter von zehn Jahren seine erste Rolle in dem Fernsehfilm Please don’t hit me, Mum. Aus seinen frühen Engagements ragt seine Hauptrolle in dem Abenteuerfilm Die Goonies von Richard Donner unter Beteiligung von Steven Spielberg heraus. Weitere Rollen übernahm er in der Tragikomödie Der Rosenkrieg, der Filmkomödie Bulworth, dem Actionfilm Boy Soldiers und dem Melodram Kimberly. Zu sehen war Astin auch in der Hauptrolle der Football-Saga Rudy. Für seine Leistung in dem Independent-Drama The Low Life wurde er als bester Darsteller beim Fort Lauderdale Film Festival ausgezeichnet.
Sein weltweiter Durchbruch gelang Astin mit der Herr-der-Ringe-Trilogie, in der er den Hobbit Samweis Gamdschie spielte. Für diese Rolle bekam er mehrere Nominierungen und Auszeichnungen. Zudem ließ er sich wie viele andere seiner Schauspielerkollegen (u. a. Elijah Wood, Orlando Bloom) ein Tattoo am Knöchel zur Erinnerung stechen.
Nach der erfolgreichen Ring-Trilogie war er hauptsächlich in Fernsehproduktionen und TV-Serien wie 24, Monk und Law & Order zu sehen. In den Filmkomödien 50 erste Dates und Click trat er neben Adam Sandler auf. In seinem Buch There and back again. An Actor’s Tale schrieb er auch über seine Zeit vor und nach seiner Rolle in der Trilogie Der Herr der Ringe.
Des Weiteren ist Astin auch als Regisseur tätig und Mitglied der Directors Guild of America. Zusammen mit seiner Frau Christine Astin drehte er 1994 den Oscar-nominierten Kurzfilm Kangaroo Court.
Astin, ein überzeugter Vegetarier, ist verheiratet und hat drei Töchter, darunter Alexandra Louise, die im dritten Teil der Filmtrilogie Der Herr der Ringe: Die Rückkehr des Königs Sam Gamdschies Tochter spielte.
Während der Präsidentschaftswahl im Jahr 2004 unterstützte Astin die Wahlkampagne von John Kerry und hielt in Portland die Eröffnungsrede. Ebenso unterstützte er 2008 die Kampagne der damaligen Senatorin Hillary Clinton sowie deren Tochter Chelsea Clinton.

## Filmografie (Auswahl)

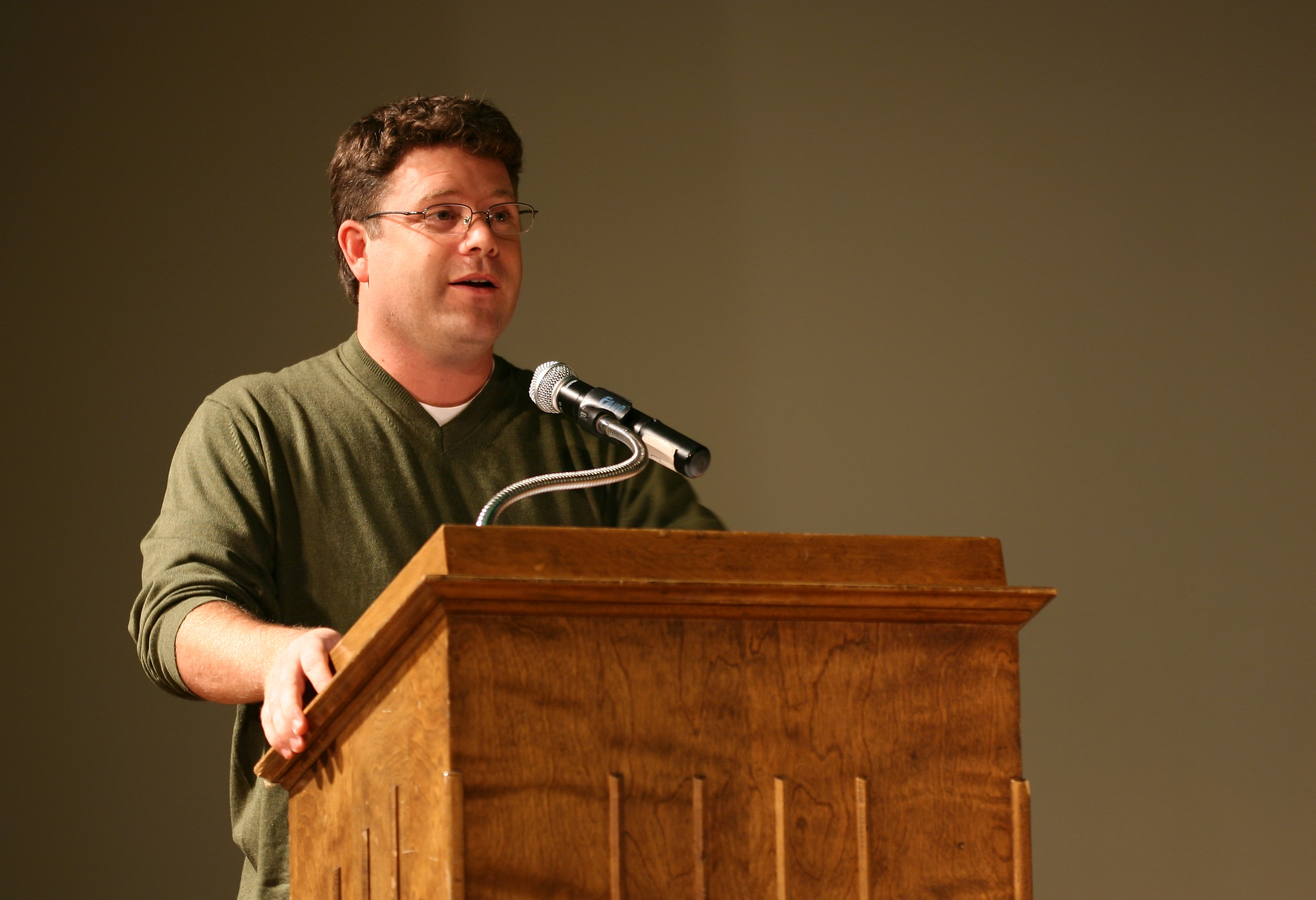
Sean Astin (2009)

### Schauspieler
- 1981: Please Don’t Hit Me, Mom (Fernsehfilm)
- 1982: The Rules of Marriage (Fernsehfilm)
- 1985: Die Goonies (The Goonies)
- 1986: B.R.A.T. Patrol – Im Geheimauftrag der Air Force (The B.R.A.T. Patrol)
- 1987: Wie der Vater, so der Sohn (Like Father Like Son)
- 1987: Wildwasser-Sommer (White Water Summer)
- 1989: Boys (Staying Together)
- 1989: Der Rosenkrieg (The War of the Roses)
- 1990: Memphis Belle
- 1991: The Willies
- 1991: Boy Soldiers (Toy Soldiers)
- 1992: Straßenkinder (Where the Day Takes You)
- 1992: Steinzeit Junior (Encino Man)
- 1993: Touchdown – Sein Ziel ist der Sieg (Rudy)
- 1994: Safe Passage
- 1995: The Low Life
- 1995: Harrison Bergeron – IQ Runner (Harrison Bergeron)
- 1996: Mut zur Wahrheit (Courage Under Fire)
- 1998: Boy Meets Girl – Liebe wirkt Wunder (Boy Meets Girl)
- 1998: Bulworth
- 1999: Icebreaker
- 1999: Deterrence
- 1999: Kimberly
- 2000: Dish Dogs
- 2000: Letzte Ausfahrt Hollywood (The Last Producer)
- 2001: Der Herr der Ringe: Die Gefährten (The Lord of the Rings: The Fellowship of the Ring)
- 2002: Der Herr der Ringe: Die zwei Türme (The Lord of the Rings: The Two Towers)
- 2002–2004: Jeremiah – Krieger des Donners (Jeremiah, Fernsehserie, 14 Folgen)
- 2003: Der Herr der Ringe: Die Rückkehr des Königs (The Lord of the Rings: The Return of the King)
- 2004: Las Vegas (Fernsehserie, Folge 1x17)
- 2004: 50 erste Dates (50 First Dates)
- 2004: Elvis Has Left the Building
- 2005: Slipstream – Im Schatten der Zeit (Slipstream)
- 2005: Thanks to Gravity
- 2005: Marilyn Hotchkiss Ballroom Dancing & Charm School
- 2005: Bigger Than the Sky
- 2005: Smile
- 2005: Herkules (Hercules, Miniserie)
- 2005: Into the West – In den Westen (Into the West, Miniserie)
- 2006: 24 (Fernsehserie, 10 Folgen)
- 2006: Klick (Click)
- 2007: The Final Season – Daran wirst du dich immer erinnern (The Final Season)
- 2007: What Love Is
- 2007: Monk (Fernsehserie, Folge 5x12)
- 2007: Masters of Science Fiction (Fernsehserie, Folge 1x06)
- 2007: My Name Is Earl (Fernsehserie, Folge 2x22)
- 2007: Borderland
- 2008: Law & Order (Fernsehserie, Folge 18x13)
- 2008: Stay Cool – Feuer & Flamme (Stay Cool)
- 2008: The Color of Magic – Die Reise des Zauberers (The Colour of Magic, Fernsehfilm)
- 2008: Forever Strong
- 2009: Demoted
- 2010: And They’re Off
- 2010: City of Shoulders and Noses
- 2011: Die Hexen von Oz (The Witches of Oz)
- 2011: Alphas (Fernsehserie, 2 Folgen)
- 2012: Adopting Terror
- 2012: Navy CIS (NCIS, Fernsehserie, Folge 9x18)
- 2012: Bedingungslos geliebt – Die Geschichte von Hosea (Amazing Love)
- 2012–2017: Teenage Mutant Ninja Turtles (Fernsehserie, 127 Folgen, Stimme von Raphael)
- 2013: Extraction
- 2014: Cabin Fever 3: Patient Zero (Cabin Fever: Patient Zero)
- 2014: Mom’s Night Out
- 2014: The Surface
- 2014–2015: The Strain (Fernsehserie, 9 Folgen)
- 2015: Woran glaubst Du? (Do You Believe?)
- 2015: Woodlawn – Liebet eure Feinde (Woodlawn)
- 2016: The Quest – Die Serie (The Librarians, Fernsehserie, Folge 3x05)
- 2017: Bad Kids of Crestview Academy
- 2017–2019: Stranger Things (Fernsehserie, 7 Folgen)
- 2017: Dead Ant
- 2018: eHero
- 2018: Gloria Bell
- 2018–2020: Die Abenteuer des Captain Underpants (The Epic Tales of Captain Underpants, Fernsehserie, Stimme)
- 2019: The Big Bang Theory (Fernsehserie, 3 Folgen)
- 2019: Brooklyn Nine-Nine (Fernsehserie, Folge 6x14)
- 2019: Nick für ungut (No Good Nick, Fernsehserie, 20 Folgen)
- 2019–2020: Supergirl (Fernsehserie, 2 Folgen)
- 2021: Hero Mode
- 2021: Young Rock (Fernsehserie, 6 Folgen)
- 2023: Perry Mason (Fernsehserie, 8 Folgen)
- 2023: Hard Miles
- 2023: Vindicta
- 2023: The Invisible Raptor
- 2023: The Man in the White Van
- 2023: The Shift
- 2023: Holiday Twist
- 2023–2025: Die Conners (The Conners, Fernsehserie, 8 Folgen)
- 2025: Tierische Detektive – Drei Kids und ihr größter Fall (Pet Investigators)
- 2025: Love Hurts – Liebe tut weh (Love Hurts)
- 2025: Guns of Redemption

### Regisseur
- 1988: On My Honor (Kurzfilm)
- 1994: Kangaroo Court (Kurzfilm)
- 2003: The Long and Short of It (Kurzfilm)
- 2003: Angel – Jäger der Finsternis (Angel, Fernsehserie, eine Folge)